# Genista toluensis
Genista toluensis là một loài thực vật có hoa trong họ Đậu. Loài này được Vals. miêu tả khoa học đầu tiên.